# Lobanja
Lobanja zajema kosti glave, in sicer obraznega in možganskega predela. Sestavljena je iz 22 kosti: 8 v možganskem predelu in 14 v obraznem (vključno s čeljustmi). Lobanja tvori votel prostor, v katerem so pred zunanjostjo zaščiteni možgani in čutila.

## Anatomija
Spodnja čeljustnica je edina lobanjska kost, ki jo je moč premikati. Ostale lobanjske kosti so med seboj nepremično povezane s šivi in ne s sklepi.Čeljustni sklep je potujoči tečajast sklep med mandibulo in os temporale.
Prestopišča na lobanjski bazi: lamina cribrosa, canalis opticus, fissura orbitalis superior, foramen rotundum, foramen ovale, canalis nervi petrosi minoris, foramen spinosum, canalis caroticus, foramen lacerum, porus acusticus internus, foramen jugulare, foramen occipitale magnum, canalis nervi hypoglossi